# Sengoku Collection
Sengoku Collection (戦国コレクション?, Sengoku Korekushon) è un videogioco sviluppato e pubblicato dalla Konami nel dicembre 2010 per vari sistemi operativi. Il videogioco vede protagoniste le rappresentazioni femminili di alcuni dei signori feudali del periodo Sengoku giapponese. Una serie televisiva anime prodotta dalla Brain's Base basato sul gioco è iniziato in Giappone su TV Tokyo il 5 aprile 2012.

## Trama
In un Giappone del passato alternativo, le versioni femminili dei generali del periodo Sengoku combattono per il potere. Un giorno, un misterioso fascio di luce invia Nobunaga Oda e numerosi altri generali nel Giappone moderno. Ognuno dei generali si vede costretta ad adeguarsi allo stile di vita moderno. Nobunaga parte in una missione per cercare tutti gli altri generali e recuperare i loro tesori segreti, al fine di poter tornare a casa nel proprio tempo.

## Personaggi

### Generali
Devil King Nobunaga Oda (小悪魔王・織田信長?, Oda Nobunaga)
Doppiato da Rumi Ōkubo
Daughter of Peace Ieyasu Tokugawa (泰平女君・徳川家康?, Tokugawa Ieyasu)
Doppiato da Kana Hanazawa
Pure Love Angel Naoe Kanetsugu (純愛天使・直江兼続?, Kanetsugu Naoe)
Doppiato da Mai Nakahara
Holy Virgin Kenshin Uesugi (聖乙女・上杉謙信?, Uesugi Kenshin)
Doppiato da Mamiko Noto
One-Eyed Dragon Princess Date Masamune (独眼竜姫・伊達政宗?, Masamune Date)
Doppiato da Ayumi Tsunematsu
Beheading God Bokuden Tsukahara (斬神・塚原卜伝?, Tsukahara Bokuden)
Doppiato da Sayuri Hara
Diviner Gennai Hiraga (識神・平賀源内?, Hiraga Gennai)
Doppiato da Haruka Kudō
Gentleman Bashou Matsuo (風流人・松尾芭蕉?, Matsuo Bashou)
Doppiato da Asuka Nishi

### Sacerdotesse
Fox Maiden (きつね巫女?, Kitsune-Miko)
Doppiato da Yui Hasegawa
Rabbit Maiden (うさぎ巫女?, Usagi-Miko)
Doppiato da Aya Takenouchi
Cat Maiden (ねこ巫女?, Neko-Miko)
Doppiato da Rika Gaoitomo

## Media

### Videogioco
Il videogioco Sengoku Collection è stato lanciato per sistemi operativi mobili attraverso il sistema Mobage di Yahoo! nel dicembre 2010. Il titolo è un gioco di carte nel quale il giocatore può collezionare sino a seicento differenti carte allo scopo di diventare un generale shōgun. Al gioco si sono registrati oltre 2.5 milioni di utenti.

### Anime
Un adattamento del gioco in forma di serie televisiva anime è stata prodotta dallo studio Brain's Base ed è iniziato in Giappone su TV Tokyo il 5 aprile 2012.

#### Episodi
| Nº | Titolo originale      | In onda           | In onda |
| Nº | Titolo originale      | Giapponese        |         |
| 1  | Sweet Little Devil    | 5 aprile 2012     |         |
| 2  | Peaceful Empress      | 12 aprile 2012    |         |
| 3  | Pure Angel            | 19 aprile 2012    |         |
| 4  | One-Eyed Dragon       | 26 aprile 2012    |         |
| 5  | Sword Maiden          | 3 maggio 2012     |         |
| 6  | Knowledge Master      | 10 maggio 2012    |         |
| 7  | Refined Bard          | 17 maggio 2012    |         |
| 8  | Regent Girl           | 24 maggio 2012    |         |
| 9  | Ambitious Princess-Ⅰ  | 31 maggio 2012    |         |
| 10 | Ambitious Princess-Ⅱ  | 7 giugno 2012     |         |
| 11 | Brutal Maiden         | 14 giugno 2012    |         |
| 12 | Dancing Blossom       | 21 giugno 2012    |         |
| 13 | Silver Hornet         | 28 giugno 2012    |         |
| 14 | Novel Deciders        | 5 luglio 2012     |         |
| 15 | Annihilator Princess  | 12 luglio 2012    |         |
| 16 | Blade Adept           | 19 luglio 2012    |         |
| 17 | Sunshine Ruler        | 26 luglio 2012    |         |
| 18 | Four Leaves           | 2 agosto 2012     |         |
| 19 | Vengeful Fang, IS     | 9 agosto 2012     |         |
| 20 | Vengeful Fang, OS     | 16 agosto 2012    |         |
| 21 | Cavalry Queen         | 23 agosto 2012    |         |
| 22 | The Splendor          | 30 agosto 2012    |         |
| 23 | The Dune              | 6 settembre 2012  |         |
| 24 | Peaceful Empress - EX | 13 settembre 2012 |         |
| 25 | Marshal Princess      | 20 settembre 2012 |         |
| 26 | Sengoku Collection    | 27 settembre 2012 |         |

#### Colonna sonora
Sigla di apertura
- Me o Toshite Gyusshi yo (目をとじてギュッしよ) cantata da ABCHO

Sigla di chiusura
- "UNLUCKY GIRL!! cantata da Sweety

Insert song
- Love Scope cantata da Kana Hanazawa (ep 2)
- Misty Moon cantata da Yuka Terasaki (ep 2)